# Onderox
Onderox Magazine is een Vlaams lifestyle tijdschrift. Het richt zich op de Antwerpse Kempen, waar het gratis verspreid wordt in de horeca, culturele centra en bibliotheken en bij handelaars en bakkers. De oplage is 26.000 exemplaren.

## Achtergrond
Het blad werd voor het eerst uitgegeven in 2002 door Guido Geenen van drukkerij Gewa in Arendonk. Op 1 juli 2020 werd de 200ste editie van het magazine uitgegeven. Er kwam toen een  restyling en de bijbehorende website werd vernieuwd. Na twintig jaar verscheen in 2022 de 220ste editie.
Onderox Magazine organiseert allerlei activiteiten, waaronder het Lekkertrappen Fietsfestival, het Lekkerstappen Wandelfestival en voorheen 'Tussen Pot en Pint', een maandelijkse bierproeverij.